# Asterix conquista l'America
Asterix conquista l'America (Asterix Conquers America) è un film del 1994 diretto da Gerhard Hahn. È il settimo film d'animazione tratto dalla serie a fumetti Asterix di René Goscinny e Albert Uderzo, ed è liberamente ispirato alla prima parte dell'albo Asterix in America (1975). Realizzato dallo studio tedesco Extrafilm Produktion, è il primo film della serie ad essere stato prodotto al di fuori della Francia, ad essere stato prodotto in lingua inglese e a contenere sequenze in CGI. Fu distribuito in Germania il 29 settembre 1994 dalla Jugendfilm-Verleih.

## Trama
Per tentare di liberarsi una volta per tutte di Panoramix, e privare quindi il villaggio di irriducibili galli della loro pozione magica rendendoli inoffensivi, Giulio Cesare decide di rapire il druido e scagliarlo oltre il bordo della Terra, ancora ritenuta piatta. Incarica della missione uno dei suoi senatori, Lucullus, che riuscito nell'intento di catturare Panoramix lo imbarca su una galea che fa vela verso ovest; la nave viene però notata da Asterix e Obelix, in quel momento fuori per pescare, che si mettono subito al suo inseguimento.
Dopo una corsa spericolata per tutto l'Atlantico, Panoramix viene catapultato oltre l'orizzonte, e quando Asterix e Obelix, cercando di raggiungerlo, approdano su quello che ritengono essere il bordo della Terra, scoprono di essere giunti in realtà in un nuovo continente: l'America.
Poco dopo il loro arrivo, Asterix viene rapito da una tribù di pellerossa che tiene in ostaggio anche Panoramix, ma grazie all'intervento di Obelix i due vengono liberati e accolti come ospiti. Obelix si innamora, ricambiato, di Acciù, figlia del capo indiano. Dopo aver smascherato gli imbrogli del finto stregone locale e aver salvato Panoramix dalle sue grinfie, impedendogli di mettere le mani sul segreto della pozione magica, Asterix e i suoi compagni si imbarcano per tornare a casa, per non lasciare a lungo il villaggio senza difese. A malincuore Obelix è costretto a dire addio ad Acciù, che dispiaciuta lo saluta.
Al ritorno, Asterix e Obelix scoprono che i romani, approfittando della loro assenza, hanno assaltato il villaggio e catturato tutti i suoi abitanti, ad eccezione del bardo Assurancetourix. I due, infiltratisi nell'accampamento nemico, riescono a consegnare ai loro compagni la pozione magica. Nella battaglia che segue il nemico viene nuovamente respinto. Lucullus, che fino a poco prima veniva lodato per aver compiuto la propria missione, viene mangiato dalla pantera di Cesare mentre cerca di fuggire da sotto la tenda, mentre il dittatore romano riesce a fuggire indenne dall'accampamento nascosto in un barile.
Durante la grande festa per celebrare la ritrovata libertà, Obelix racconta ai suoi compagni delle stranezze del popolo al di là del mare, e della loro misteriosa canzone tribale.

## Distribuzione

### Data di uscita
Le date di uscita internazionali sono state:
- 29 settembre 1994 in Germania (Asterix in Amerika)
- 5 aprile 1995 in Spagna (Astérix en América) e Francia (Astérix et les indiens)
- 16 giugno in Italia
- 30 giugno in Danimarca (Asterix i Amerika)
- 28 luglio in Brasile (Asterix Conquista a América)
- 4 agosto in Irlanda
- 11 agosto nel Regno Unito
- 22 settembre in Canada
- 19 ottobre in Giappone
- 23 novembre in Australia
- 22 dicembre nelle Figi
- 1º gennaio 1996 in Egitto
- 17 giugno 2003 in Kuwait

### Edizione italiana
L'edizione italiana del film fu curata da Tonino Accolla, che ne è anche il direttore di doppiaggio. Tutti i romani furono caratterizzati in romanesco mentre nei dialoghi dei nativi americani furono inserite varie espressioni dialettali italiane. I nomi di tutti i galli vengono pronunciati in modo sbagliato, e Ordinalfabetix viene ribattezzato Antigienix (sulla base del nome inglese Unhygienix). Rispetto al film precedente il cast venne cambiato quasi completamente, fatta eccezione per Graziella Polesinanti che torna a doppiare Beniamina.

### Edizioni home video
In Italia il film fu distribuito in VHS nel 1995 e in DVD-Video il 24 ottobre 2002; in entrambe le edizioni il film è presentato in 4:3 pan and scan, e il DVD include come extra solo il trailer. Il 27 ottobre 2011 il film fu distribuito in Blu-ray Disc, per la prima volta nel rapporto d'aspetto corretto; anche questa edizione include solo il trailer.